# 諾比萊冰川
64°32′S 61°28′W / 64.533°S 61.467°W
諾比萊冰川是南極洲的冰川，位於葛拉漢地西岸，最終注入夏洛特灣，該冰川首次由比利時的探險隊繪入地圖，以意大利的飛機設計師命名。